# Conocephalus armatipes
Conocephalus armatipes är en insektsart som först beskrevs av Karsch 1893.  Conocephalus armatipes ingår i släktet Conocephalus och familjen vårtbitare. Inga underarter finns listade i Catalogue of Life.